# KWG Kommunale Wohnen
Die KWG Kommunale Wohnen GmbH (vormals KWG Kommunale Wohnen AG) ist ein Immobilienunternehmen mit Sitz in Berlin. Zum 31. Dezember 2012 umfasste der Bestand der damals börsennotierten Immobiliengesellschaft 9.636 (2011: 5.419) Wohn- und Gewerbeeinheiten mit 601.710 (2011: 311.249) Quadratmetern Gesamtfläche.

## Geschichte
Die Gründung erfolgte im Jahr 2005 durch einen Zusammenschluss aus Investoren, die den börsennotierten Mantel der Carthago Biotech AG erwarben. Mit der ersten Hauptversammlung vom März 2006 wurden die Änderung des Geschäftsmodells sowie die Umfirmierung des Unternehmens beschlossen. Nachdem der Handelsregistereintrag zunächst in der Stadt Bremerhaven, liegt der Unternehmenssitz seit dem 24. Juli 2014 in Berlin. Nach dem Start des operativen Geschäfts erwarb die KWG Ende 2006 ihre erste Immobilie.
KWG war bis zum Mai 2017 börsennotiert, zeitweise im Frankfurter Segment Entry Standard. Eine Mehrheit von über 75 % der Aktien war im Besitz der österreichischen Conwert Immobilien Invest SE.

## Aktivitäten
Das Unternehmen erwirbt und modernisiert Bestände mit objektbezogenem Leerstand in Deutschlands B-Lagen. Als Bestandshalter von Wohnimmobilien verfolgt die KWG die Strategie, den Wert der Immobilien durch geeignete Maßnahmen fortlaufend zu steigern. Dazu tragen das eigene Asset und Bau-Management mit Renovierungs- und Sanierungsmaßnahmen bei.